# Thomas Merten

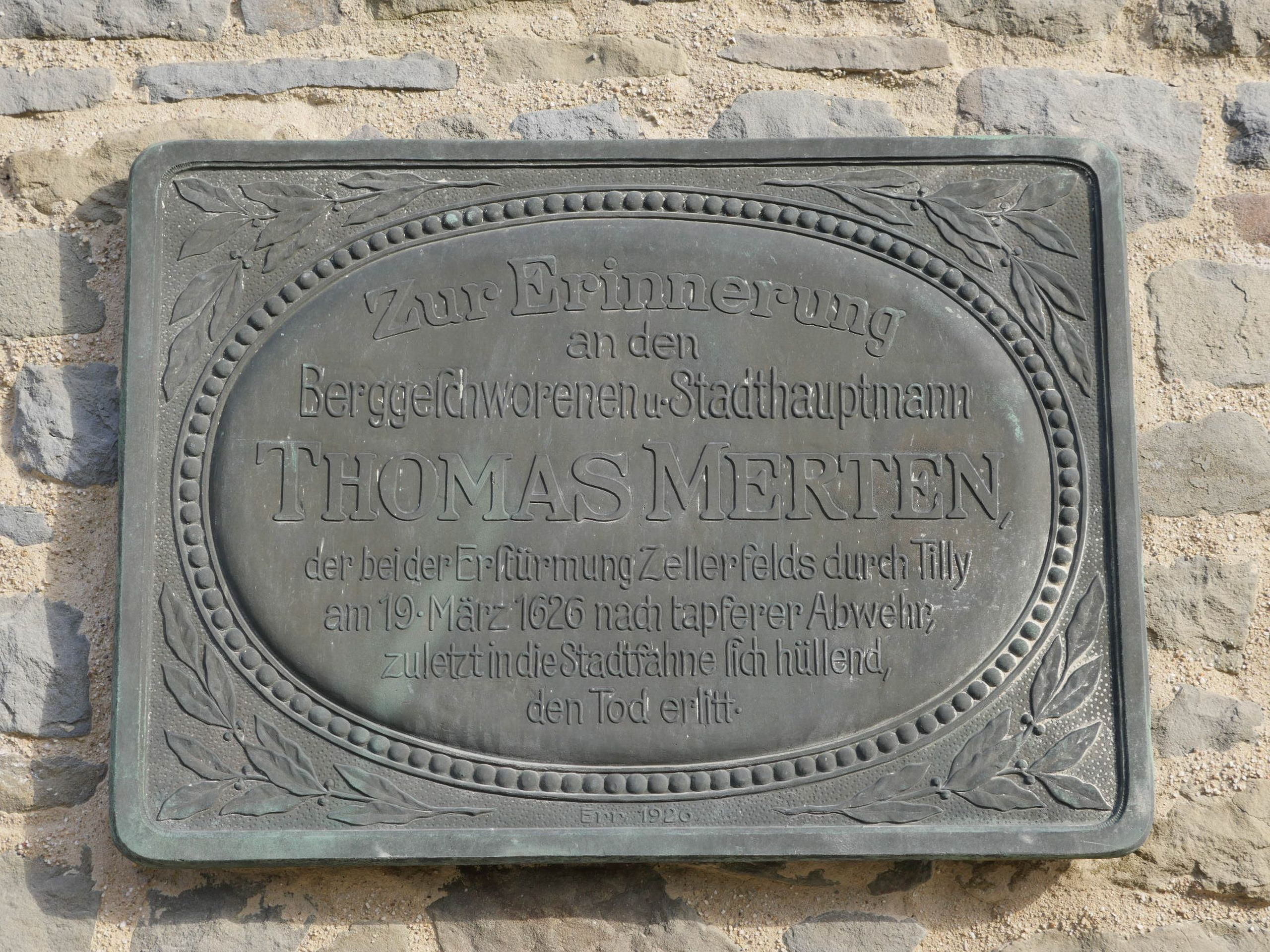
Gedenktafel an der St.-Salvatoris-Kirche

Thomas Merten (* ?; † 19. März 1626 in Zellerfeld) war ein deutscher Berggeschworener und Stadtverteidiger von Zellerfeld im Dreißigjährigen Krieg.

## Leben
Über die familiäre Herkunft und die frühen Lebensjahre von Thomas Merten ist bisher nichts bekannt. Zur Zeit des Dreißigjährigen Krieges arbeitete er in Zellerfeld als Berggeschworener, also als Angestellter des Bergamtes. Zu seinen beruflichen Aufgaben gehörten dabei die Unterstützung des Bergmeisters und die Tätigkeit als Beisitzer am Berggericht.
Im Frühjahr 1626 fielen Truppen der Katholischen Liga in das protestantische Fürstentum Braunschweig ein und brachten damit das Kriegsgeschehen ins Braunschweiger Land. Kaiserliche Truppen unter dem Feldherrn Tilly näherten sich Zellerfeld. Die von Herzog Christian von Braunschweig-Wolfenbüttel gesandten Verteidiger der unbefestigten Bergstadt flohen vor dem herannahenden Heer.
Am 19. März 1626 kam es zum Kampf. Unter der Führung von Thomas Merten stellte sich ein Bürgeraufgebot, das vorwiegend aus Bergleuten bestand, den Angreifern. Merten wurde von 14 Kugeln getroffen und starb, eingewickelt in die Stadtfahne. Zellerfeld wurde von Tillys Truppen eingenommen.
Einer zeitgenössischen Überlieferung nach soll Tilly den Tod von Merten bedauert haben, weil er ihn wegen seiner Tapferkeit in seine Dienste aufnehmen wollte. Er ließ ihn mit militärischen Ehren auf dem Kirchenhof bestatten.
Auch im 18. und 19. Jahrhundert wurde die „außerordentliche Tapferkeit“ Mertens bei der Stadtverteidigung gewürdigt. Heutzutage wird die regionalgeschichtliche Bedeutung von Thomas Merten als „stadtbürgerlicher Kriegsheld“ Zellerfelds im Dreißigjährigen Krieg hervorgehoben.

## Ehrungen
Zu Ehren von Thomas Merten trägt der Marktplatz in Clausthal-Zellerfeld den Namen „Thomas-Merten-Platz“. Dort befindet sich auch eine Gedenktafel.